# Mont Idoukal-n-Taghès
Mont Idoukal-n-Taghès (također Mont Bagzane, Mont Bagzan) - najviši planinski vrh u Nigeru.
Nalazi se u sklopu planine Aïr te na sjevernom kraju visoravni Bagzane. Naselje i hodočasničko mjesto Abatol sjedi u podnožju vrha. Kao i dolina Aouderas, koja vodi prema gradu Agadezu, koji je i središte istoimene regije. Aouderas, grad u oazi nalazi se jugozapadno od planine. Zahvaljujući visokoj nadmorskoj visini, Mont Idoukal-n-Taghès stanište je brojnim saharsko-mediteranskim i tropskim biljnim vrstama, koje nikada nisu nađene na drugim mjestima u Nigeru.
Prije se vjerovalo, da je najviši planinski vrh Nigera - Mont Gréboun, daleko na sjeveru s 2310 metara, ali je nakon preciznije izmjere utvrđeno da zapravo ima 1944 metra.
U čast najviše točke u Nigeru, službeni zrakoplov predsjednika Nigera zove se Mont Bagzane.